# Fábrica Casaramona

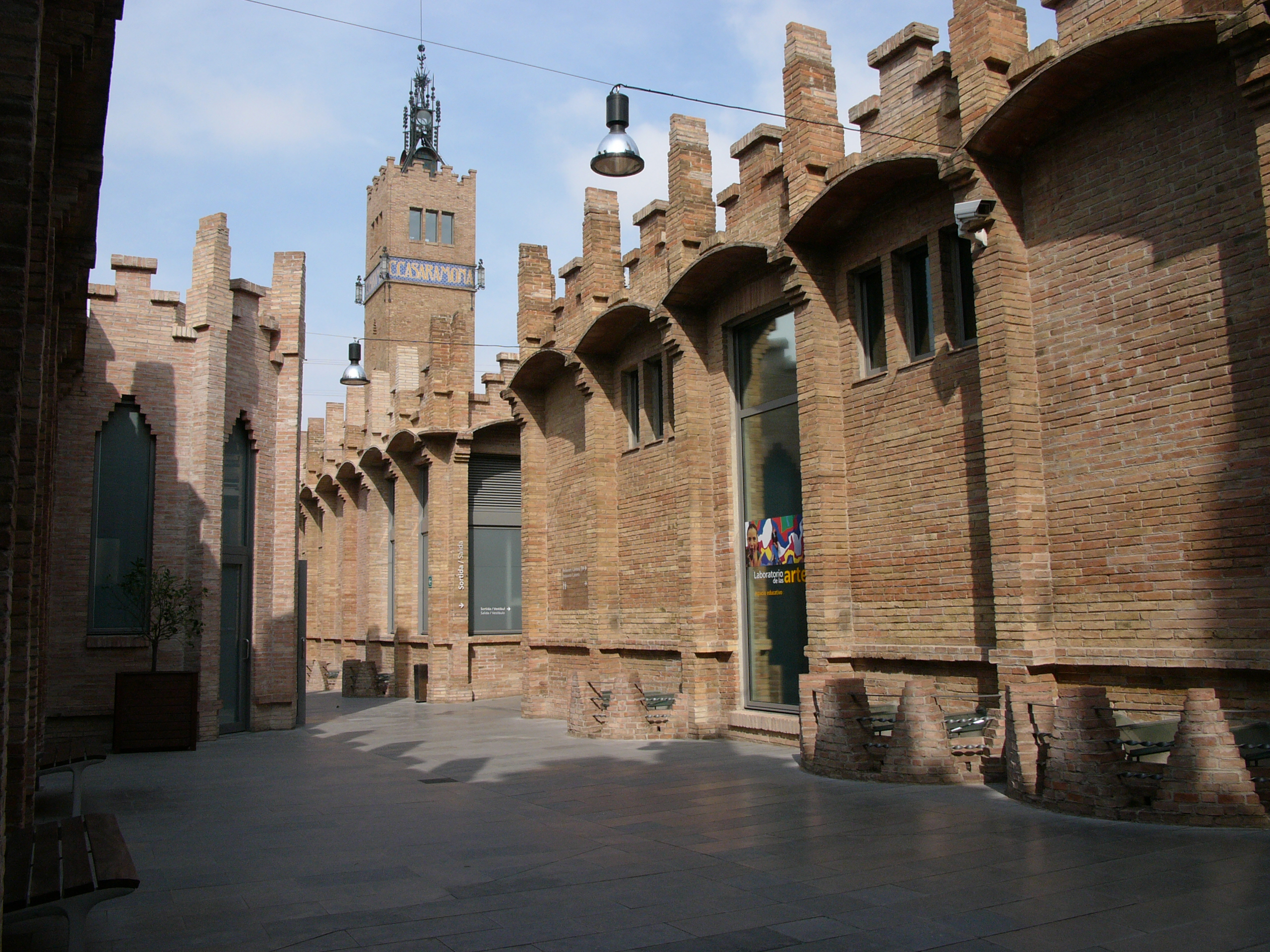
Aspecto actual de la fábrica Casaramona.

La fábrica Casaramona es un edificio de estilo modernista construido entre 1909 y 1912, situado en las faldas de Montjuïc, Barcelona. Desde 2002 constituye la sede de CaixaForum Barcelona.

## Construcción de la fábrica
El edificio constituía la fábrica propiedad de Casimir Casaramona y Puigcercós, industrial algodonero, especializado en la confección de mantas y toallas, que necesitaba un nuevo edificio para sustituir su antigua fábrica que había ardido. 
Casaramona encargó el proyecto a Josep Puig i Cadafalch, uno de los arquitectos más destacados del modernismo catalán, que proyectó una fábrica modélica, una construcción horizontal, constituida por un conjunto de naves de una sola planta, que facilita el traslado de mercancías mediante un sistema de calles internas que a la vez también servían de cortafuegos, un sistema similar fue utilizado en la construcción del Hospital de San Pablo. 
De la construcción sobresalían dos torres, que servían como depósitos de agua para la protección contra incendios que constituían una de los más modernas en la época. No tenía chimenea, pues funcionaba con energía eléctrica, lo que contribuía a la sensación general de limpieza. 
El sistema de construcción utilizado fue el ladrillo visto, siguiendo el tradicional sistema catalán de construcción. Las formas conseguidas con este material, en concreto el remate de las fachadas, los elementos de hierro forjado y un uso limitado de piedra y de cerámica (en las torres y en un mosaico con las iniciales del propietario) embellecen el conjunto. 
Se tuvo especial cuidado de la iluminación, velando por las condiciones higiénicas de los trabajadores: se abrieron grandes ventanales y se elevaron los techos para inundar de luz y de aire las instalaciones. 
Enseguida se reconoció el gran valor arquitectónico del edificio que fue inaugurado en 1913, recibiendo el primer premio del año 1912 del Concurso anual de edificios artísticos del Ayuntamiento de Barcelona. Fue uno de los primeros edificios que se levantaron en Montjuïc, aunque quedó escondida detrás de las nuevas construcciones posteriores.

## De los años 20 a los 70

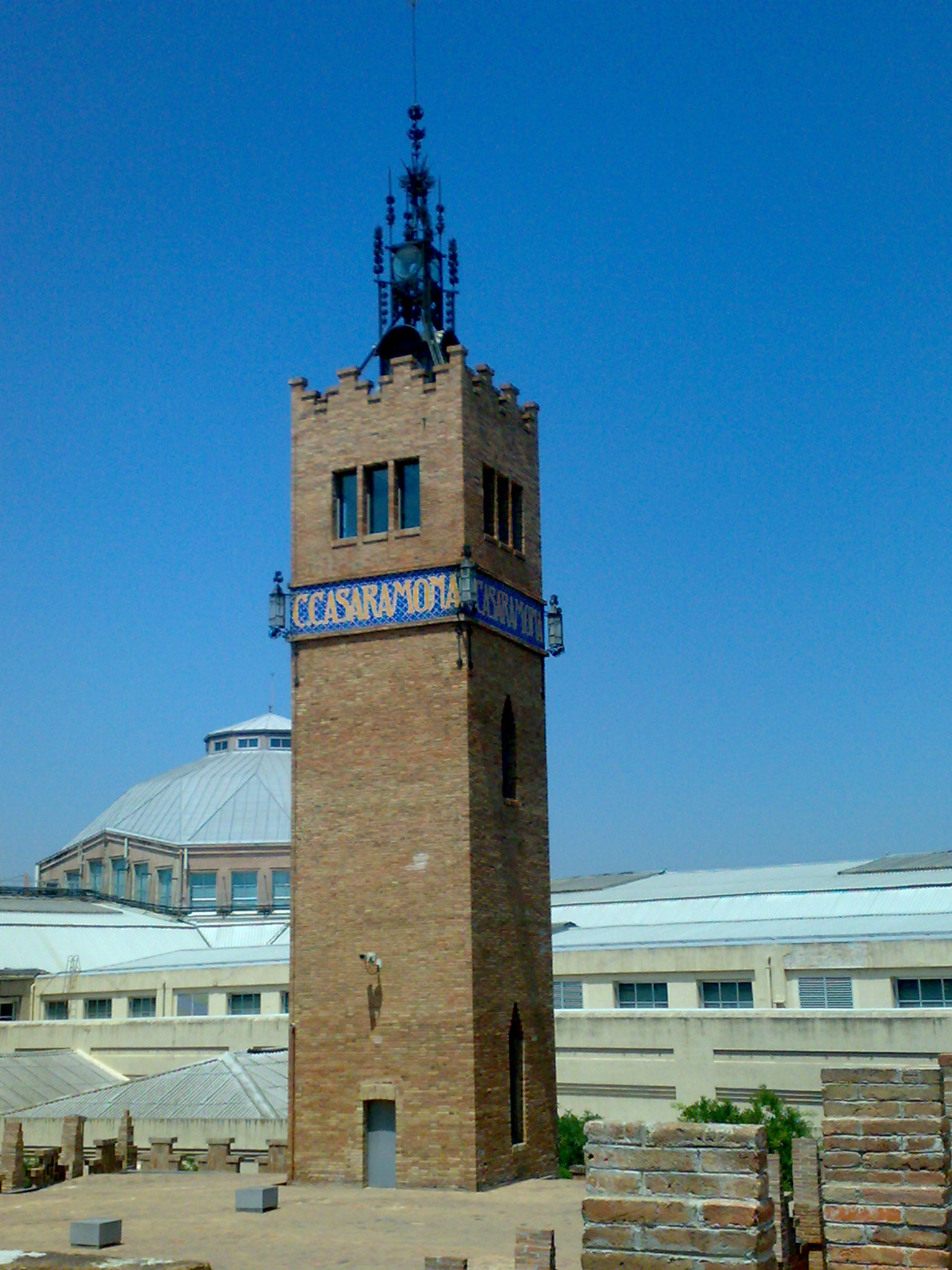
Torre de la fábrica, que primitivamente servía como depósito de agua.

El negocio tuvo una vida muy corta. Tras la huelga general de 1919, la empresa quebró y en el año 1920 cerró sus puertas. Sus naves sirvieron como almacenes de la Exposición Internacional de 1929. Entre 1940 y 1992 el edificio alojó las caballerizas y el parque móvil de la Policía Nacional. El 9 de enero de 1976 fue declarado bien de interés cultural. Durante este periodo el conjunto se fue degradando.

## La adaptación para centro cultural y artístico
La Fundación "La Caixa" lo adquirió y restauró para modernizarlo y adaptarlo a usos culturales y sociales. Estas reformas conformaron el actual centro cultural CaixaForum en Barcelona.
Se planteó una restauración cuidadosa, respetando al máximo arquitectura, materiales, colores y técnicas. Constó de varias fases: 
- La primera, de consolidación y restauración, encargada al arquitecto especialista en modernismo, Francisco Javier Asarta. En esta fase, se recuperó el aspecto externo original, los elementos decorativos en piedra, ladrillo y hierro y se eliminaron los añadidos.

- En segundo lugar, se creó un gran vestíbulo subterráneo y se adaptaron los talleres de la fábrica para salas de exposiciones. Con este objetivo, colaboraron los arquitectos Roberto Luna y Robert Brufau. El proyecto permitió ganar 5.000 m² subterráneos y la creación de una nueva entrada.

- Finalmente, se hizo la entrada actual y se diseñó el auditorio, la mediateca, los almacenes y los servicios. Arata Isozaki diseñó la monumental estructura de vidrio y acero, en forma de árbol. El patio es de piedra caliza en referencia al Pabellón de Alemania que Mies van der Rohe construyó para la Exposición Internacional de 1929. El revestimiento de cristal de la entrada pretende crear una sensación de continuidad entre el vestíbulo y el patio.

En el vestíbulo se pueden contemplar dos obras emblemáticas: el mural que el artista Sol LeWitt concibió especialmente para el nuevo centro y la nube de neón que Lucio Fontana realizó por la Trienal de Milán de 1953.

## Galería

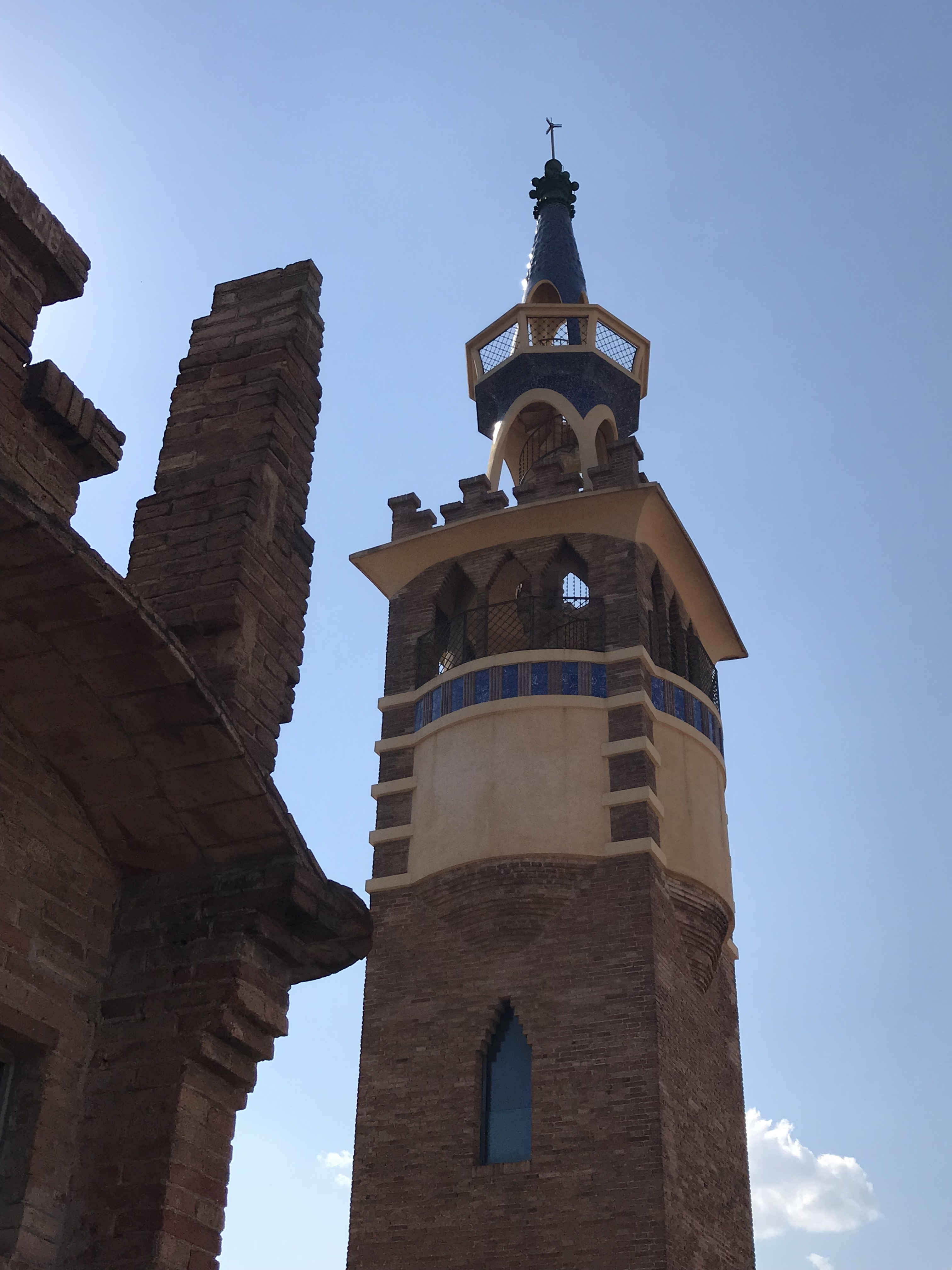
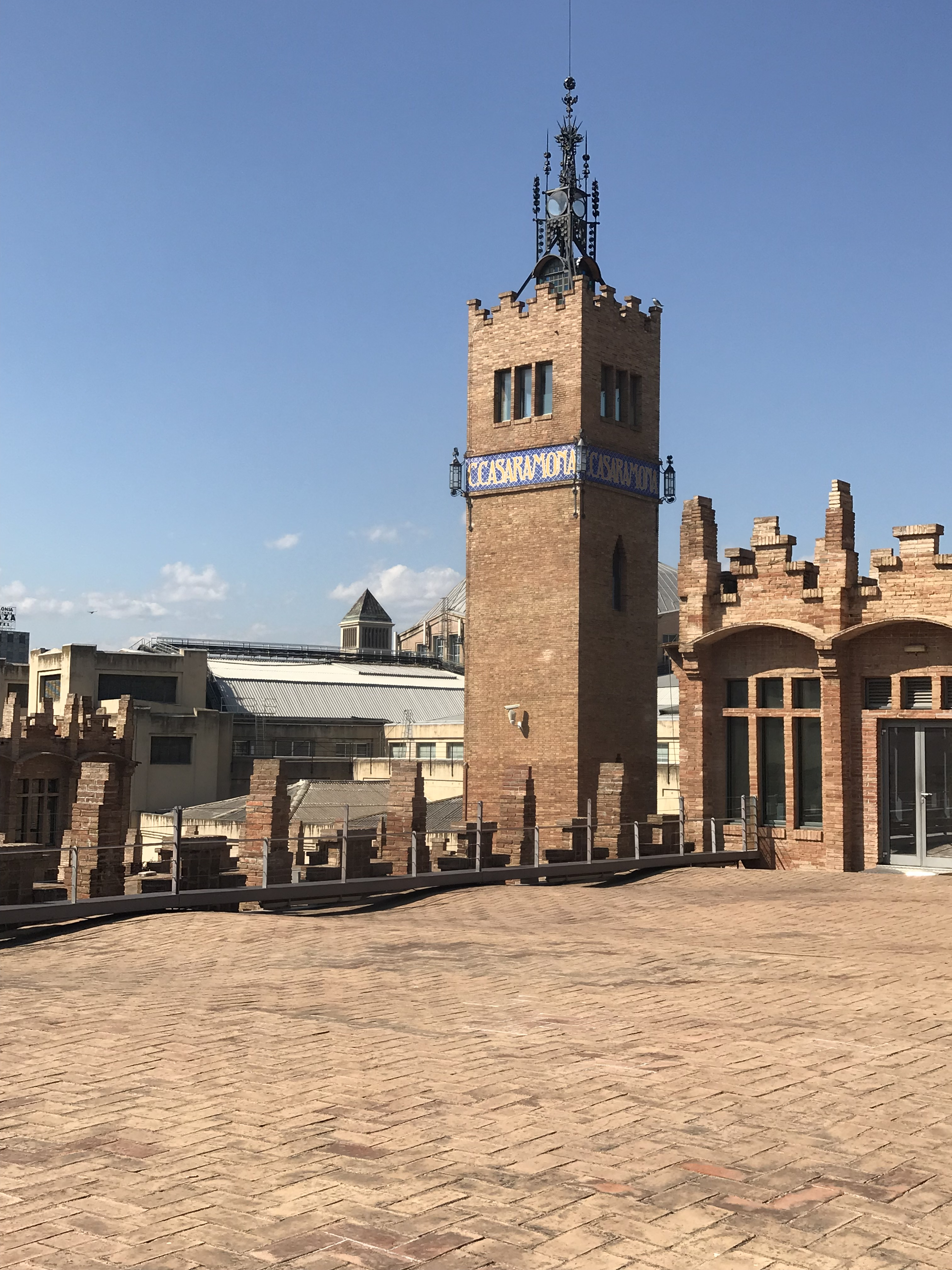
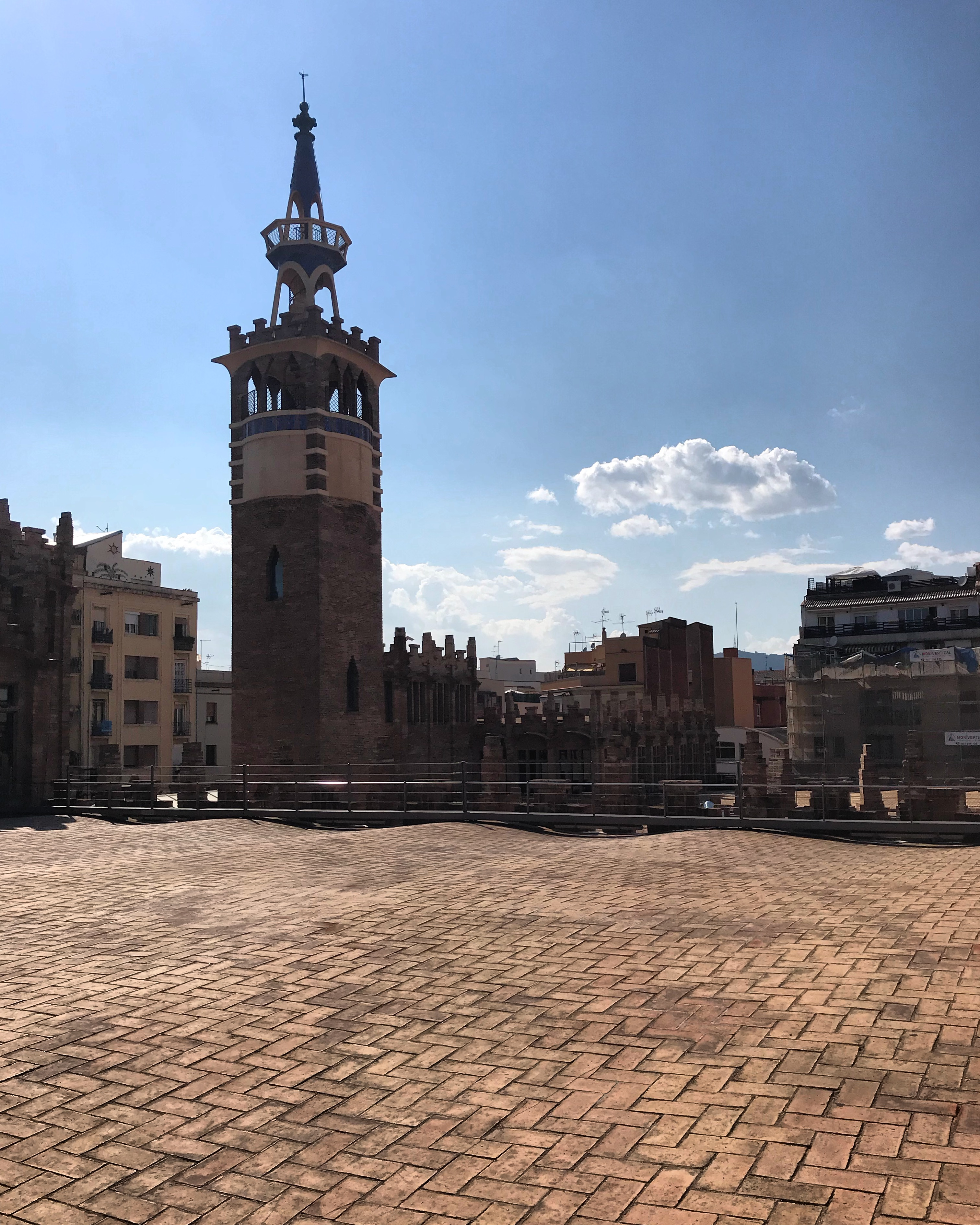
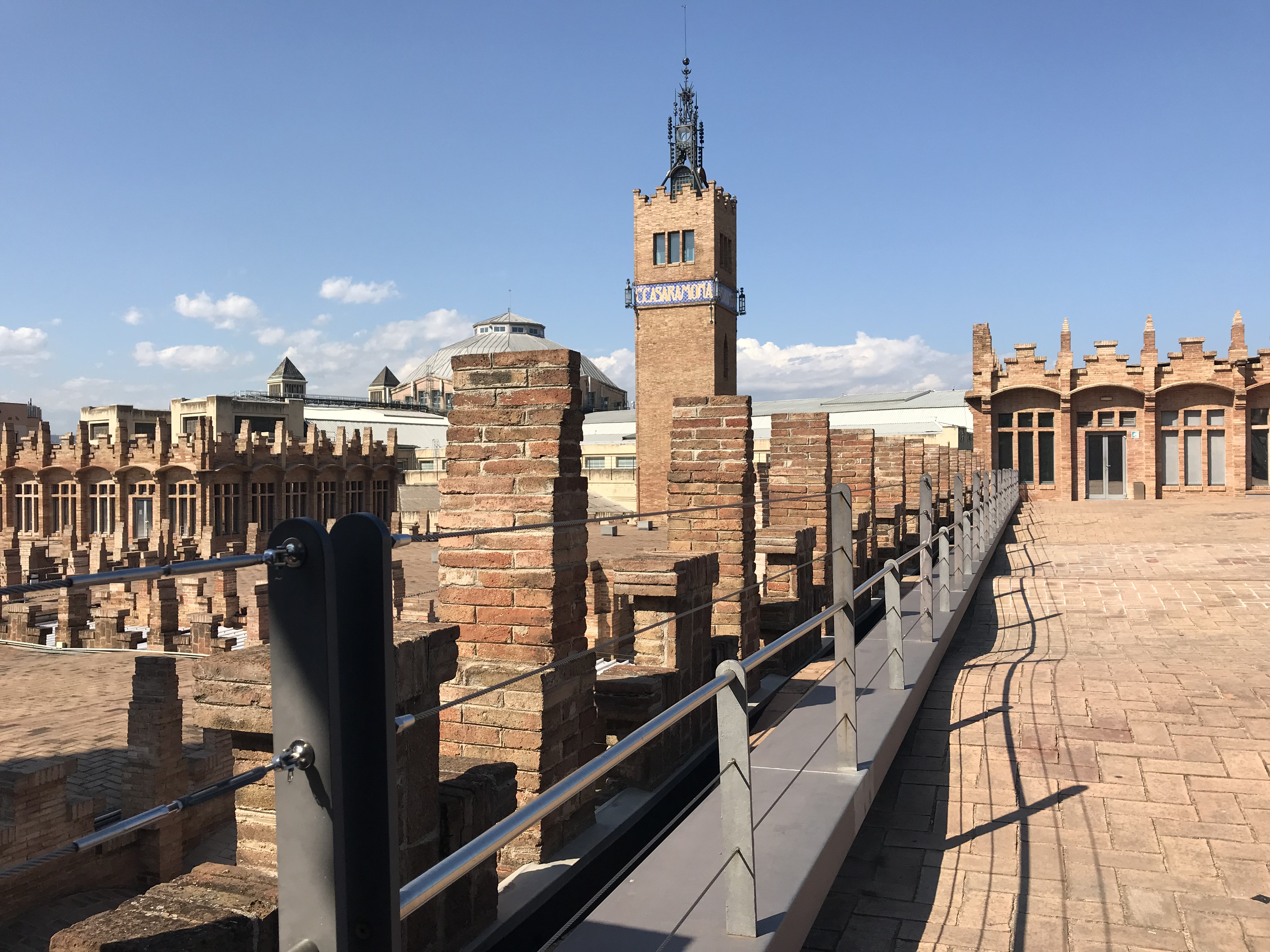
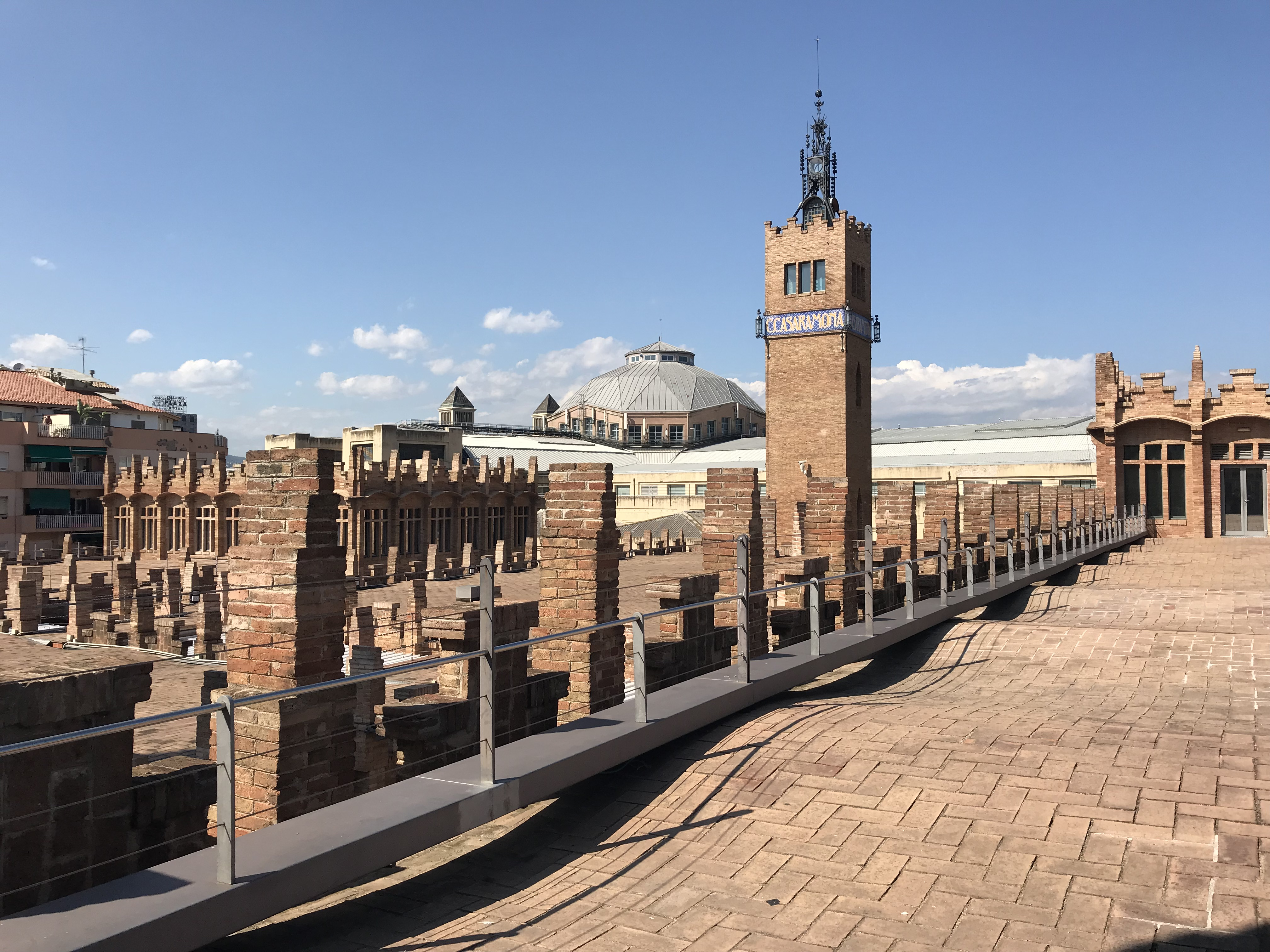
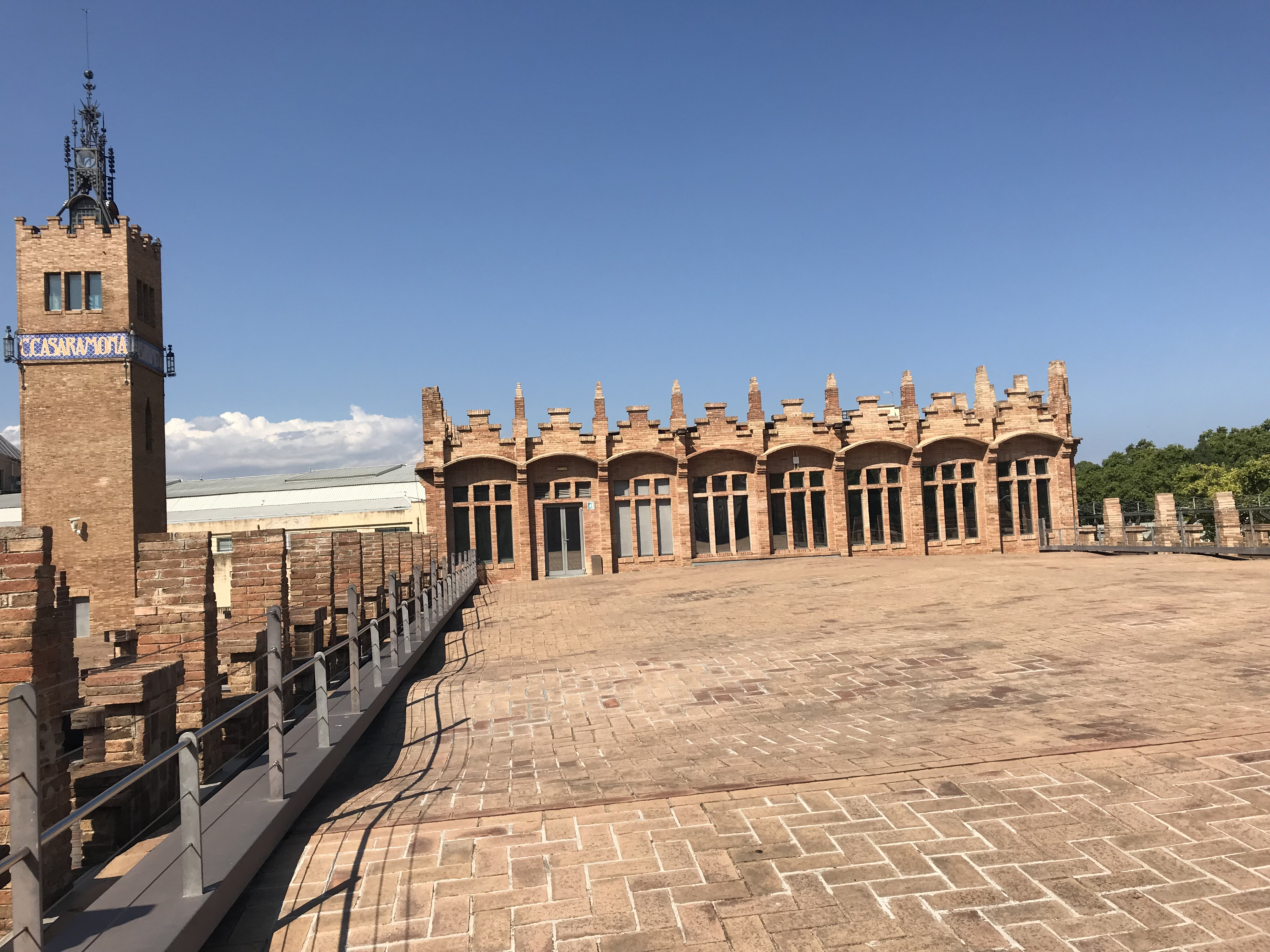
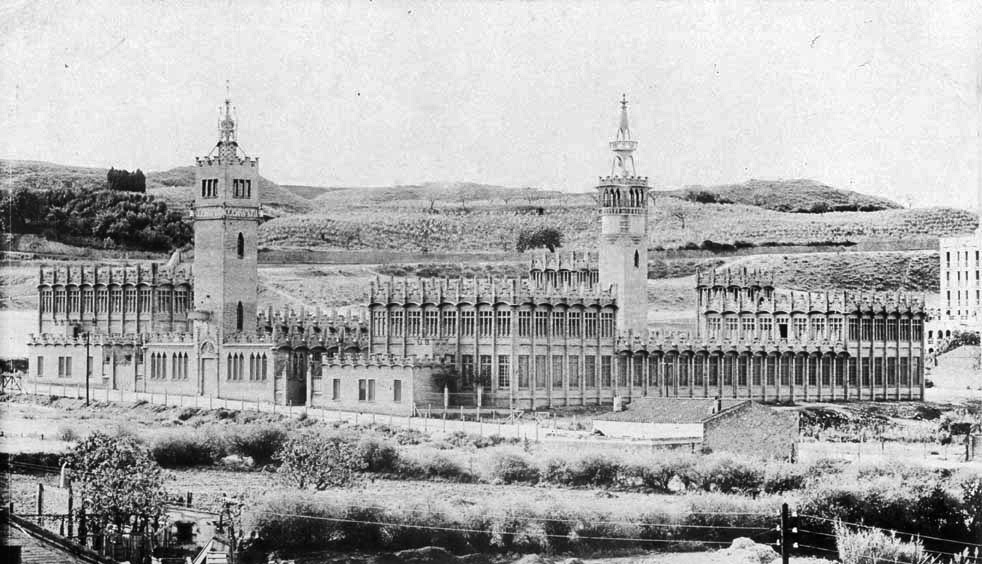
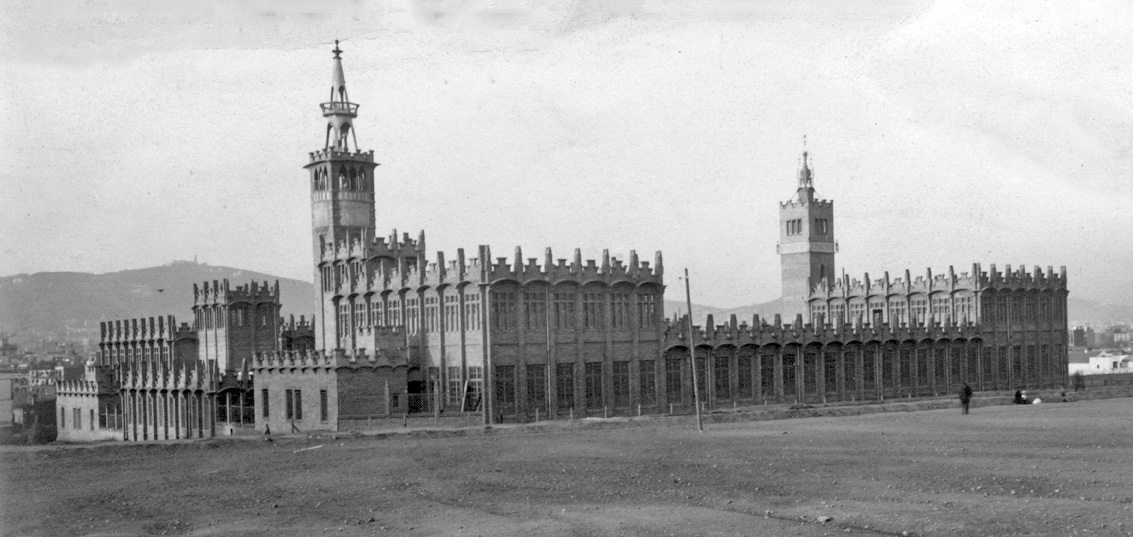